# Michael Buchleitner
Michael Buchleitner, född 14 oktober 1969, är en friidrottare från Österrike. Han deltog vid olympiska sommarspelen 2000, olympiska sommarspelen 2000 och olympiska sommarspelen 2004.